# Adam Wójcik-Łużycki
Adam Wójcik-Łużycki (ur. 1956 w Krakowie) – polski historyk sztuki, muzeolog, konserwator, założyciel Muzeum Historycznego Miasta Tarnobrzega i Muzeum Polskiego Przemysłu Siarkowego

## Życiorys
W 1981 roku ukończył historię sztuki na KUL i historię na UMCS w Lublinie. Po studiach pracował w Muzeum im. Stanisława Fischera w Bochni, a od 1986 roku był Wojewódzkim Konserwatorem Zabytków w Tarnobrzegu. W 1991 roku z jego inicjatywy powstało Muzeum Historycznego Miasta Tarnobrzega. Od 1995 roku pełni funkcję prezesa Towarzystwa Przyjaciół Tarnobrzega i redaktora naczelnego kwartalnika społeczno-kulturalnego Dzikovia. W 2022 roku przeszedł na emeryturę.

## Publikacje (wybór)
- 2022: Muzeum żółtego złota[5]
- 2021: Od siarki do soli[2]
- 2020: Okiem Puzona[6]

## Odznaczenia
- Srebrny Krzyż Zasługi[4]
- Srebrny medal Zasłużony Kulturze Gloria Artis[4]
- 2010: Honorowy Obywatel Tarnobrzega[7]
- 2019: Medal Sigillum Civis Virtuti[7]